# Hradlo XOR

"Americká" schematická značka

"Hranatá" IEC schematická značka

Hradlo XOR (anglicky XOR gate, zkratka z eXclusive OR) je druh logického digitálního elektronického
obvodu ze skupiny kombinačních obvodů (hradel).

## Funkce
Hradlo XOR je jedním ze základních kombinačních logických obvodů, jehož výstup je exkluzívní logický součet vstupů („buď A, nebo B“). Výstup je log. 1 jen tehdy, pokud se hodnoty vstupů liší.
XOR je funkcí součtu modulo 2, využívá se proto v binárních sčítacích aritmeticko-logických jednotkách počítačů. Poloviční sčítací jednotka pozůstává z jednoho hradla XOR (součet) a jednoho hradla AND (přenos do vyššího řádu).

## Tři a více vstupů
XOR je binární operace – je definována na dvou vstupech. V elektronice se ale běžně používá pojem hradla XOR pro 3 a více vstupů.
Nejčastější interpretace je taková, že první dva vstupy jsou přivedené do prvního hradla XOR. Každý další vstup je přivedený spolu s výstupem předcházejícího hradla na vstup dalšího hradla XOR. Výsledkem je obvod, kterého výstup je log.1 tehdy a jen tehdy pokud je log.1 na lichém počtu vstupů. Takovýto obvod se využívá jako generátor parity.

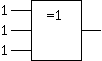
Rozšíření IEC značky hradla XOR pro tři vstupy

Možná je také druhá interpretace, vycházející z pojmu „exkluzivní“ logický součet stejně jako z IEC značky hradla XOR (viz obr. vpravo). Podle této interpretace je výstup log.1 tehdy a jen tehdy, pokud právě na jednom z N vstupů je log.1, což by odpovídalo také „=1“ ve značce IEC. IEC značka však nebyla myšlená pro širší než 2-vstupové hradlo a takovéto její rozšíření není platné. Tato interpretace vícevstupového hradla XOR není v praxi častá, protože sčítačky a generátory parity jsou častější než detektory „1 z N“.

## Provedení
XOR hradlo se vyrábí ve formě integrovaného obvodu, přičemž se obvykle umisťuje několik XOR hradel do jednoho pouzdra, aby se využily všechny dostupné vývody pouzdra.
| VSTUPY | VSTUPY | VÝSTUP  |
| ------ | ------ | ------- |
| A      | B      | A XOR B |
| 0      | 0      | 0       |
| 0      | 1      | 1       |
| 1      | 0      | 1       |
| 1      | 1      | 0       |